# Triangle mineiro et Haut-Paranaíba
 (février 2025).
Si vous disposez d'ouvrages ou d'articles de référence ou si vous connaissez des sites web de qualité traitant du thème abordé ici, merci de compléter l'article en donnant les références utiles à sa vérifiabilité et en les liant à la section « Notes et références ».
Le Triangle mineiro et Haut-Paranaíba est l'une des 12 mésorégions de l'État du Minas Gerais. Elle regroupe 66 municipalités groupées en 7 microrégions.

## Données
La région compte 2 185 979 habitants pour 90 542 km2.

## Microrégions[1]
La mésorégion du Triangle mineiro et Haut-Paranaíba est subdivisée en 7 microrégions:
- Araxá
- Frutal
- Ituiutaba
- Patos de Minas
- Patrocínio
- Uberaba
- Uberlândia